# Amos Bronson Alcott
Amos Bronson Alcott (Connecticut, 29 de novembro de 1799 – Boston, 4 de março de 1888) foi um pedagogo e pedagogista americano.
Amigo de Ralph Waldo Emerson e de Henry David Thoreau, devotou muito de sua vida à educação. Seus pais lutaram muito para sustentar a família e ele frequentemente veio em seu auxílio. Nos anos de 1840, Alcott ajudou a fundar duas cooperativas comunitárias – Brook Farm e Fruitlands. Esta última era uma comunidade vegetariana onde os membros evitavam até sapatos de couro. Durou muito pouco, menos de um ano e nem chegou ao inverno de 1844.
Alcott acreditava na pre-existência da alma. Via a criança não como uma tábula rasa mas vinda ao mundo com uma missão divina. Escreveu um manuscrito denominado Observações sobre a natureza espiritual das crianças, que era baseado na idéia de que cada criança tem uma alma que precisa ser nutrida e desenvolvida. Observava suas crianças e especulava sobre as razões do seu comportamento. Por exemplo, escreveu:
"Ana é boa para teorizar por ela e por Louisa; mas Luisa, muita ligada à prática, demole constantemente os castelos ideais de Ana e irrita seu Espírito com rudeza gótica. Uma constrói, outra destrói. E nessa luta de forças contrárias, sua tranquilidade é perturbada..."(citado em Bedell, 1980, p.83)
Enquanto viveu na Filadélfia, ensinou na Escola de Cultura Humana (School of Human Culture) onde tentou nutrir o desenvolvimento espiritual das crianças. Embora permanecesse aí por pouco tempo, documentos e cartas da escola inspiraram sua amiga, Elizabeth Peabody, a ajudá-lo a criar uma nova escola em Boston em 1834. Denominada de Temple School, essa escola tem um lugar na história da educação holística. Era chamada de Temple (Templo) porque se localizava em duas salas no alto de um templo maçônico no Campo dos Comuns, em Boston. Elizabeth Peabody era um instrumento do trabalho da escola. Ajudou a recrutar estudantes, ensinou-os e registrou muitas das conversas de Alcott com seus estudantes. A escola abriu em Setembro de 1834 e 18 estudantes vieram no primeiro dia. Tinham entre 5 e 10 anos de idade e vieram de renomadas famílias de Boston. Alcott ensinou-os a ler e escrever simultaneamente. Entendendo que coordenação entre olho e mão era muito difícil para crianças muito jovens, antes que escrevessem, ele os fazia escrever as letras. (Bedell,1980,p.94). Queria que as crianças ao escreverem, expressassem seu sentimentos e pensamentos e não apenas copiassem alguma coisa de um livro. Em discussões encorajava as crianças a levantar e se expressar. Um estudante declarou: “Nunca soube antes que eu tinha um cérebro até que vim a esta escola” (Bedell, 96) Nunca usou punição corporal mas usava abandono ou ameaças de abandono.
Pelo inverno, as matrículas tinham dobrado. Elizabeth Peabody, que foi contratada para trabalhar apenas duas horas por dia, agora ficava o dia todo na escola e começou a elaborar um registro sobre a escola. De acordo com Bedell (1980), 'O Registro de uma Escola' é até hoje a melhor exploração das teorias de Alcott sobre educação (p.102). Publicado em 1835, o livro foi parte de uma movimento mais amplo de mudança social que incluía direitos da mulher e atividades anti-escravistas. Bedell sugere que 'O Registro de uma Escola' tornou-se “um símbolo de uma nova era no pensamento americano” (p.103). Alcott nunca esteve tão feliz ou sentiu-se mais preenchido; escreveu que tinha achado “uma unidade e uma satisfação” em sua vida (p.98).
Os traços mais incomuns da escola foram as conversações que Alcott mantinha com seus estudantes sobre assuntos espirituais. Elizabeth Peabody escreveu uma vez que “A educação depende de sua atitude em relação a alma” (citado em Howell, 1991, p.XVII). Alice Howell escreve sobre como Alcott era capaz de incorporar esta atitude nos seus ensinamentos:
"Que a criança não é uma tábula rasa, Alcott prova isso, sem dúvida. Quando o lemos, redescobrimos que crianças são mais capazes de insights filosóficos e intuições do que usualmente pensamos, na verdade, elas se encantam quando são considerados seriamente como indivíduos cujas opiniões são merecedoras de respeito..." (p.XXXII)
Abaixo segue um exemplo de uma dessas conversas registradas por Elizabeth Peabody no seu livro Record of a School: 'Exemplifying the General Principles of Spiritual Culture' (1836). Esta conversação de estudantes ocorreu depois que Alcott leu uma passagem da Bíblia sobre João Batista no deserto. 
Ele perguntou aos estudantes: “O que veio à mente enquanto eu estava lendo?”
Josiah: O deserto me pareceu um grande espaço com areia, como aquilo que a gente vê num caleidoscópio. O sol estava brilhando sobre ele e fazendo-o borbulhar. Não havia árvores. João estava lá sozinho.
Edward J: Pensei que o deserto significasse bosques, com caminhos aqui e ali.
Lucy: Pensei em um espaço coberto com grama e flores silvestres e João andando sobre ele.
Charles: Pensei em um prado.
Alexander: Pensei em algumas árvores espalhadas sobre o campo, com abelhas nos troncos.

George K: Pensei em um lugar sem casas, com exceção da de João: e flores, árvores e colméias (Bickman, Vol.1,p.61)
Martin Bickman (2004), que cita essa passagem, compara-a ao método da visualização criativa. Bickman também comenta sobre o fato de que Alcott permitiu que a conversação fluísse sem agir no papel tradicional de condutor. Bickman reconhece o fato de que algumas vezes Alcott podia ser manipulador em seus ensinamentos mas principalmente ele tentava encorajar seus estudantes a achar sua própria imagem e desenvolver sua própria linha de pensamento. Bickman cita Dahlstrand (1982) para apoiar sua conclusão:
“O modelo de Alcott permitia as crianças um modo de experimentar suas mentes. Servia como uma estrutura sobre a qual eles podiam construir idéias. Num certo sentido, o paradigma os limitava, mas por outro, os libertava – libertava-os da tirania da desorganização. Com o tempo, eles poderiam descartar o paradigma, mas o processo de pensamento que lhes foi ensinado, poderia permanecer com eles para sempre. Independentemente de Alcott, seus métodos tiveram sucesso.” (p.127)
Um outro livro sobre escolas intitulado 'Conversações com Crianças sobre o Evangelho' foi editado por Alcott e publicado em 1836. Este livro recebeu críticas muito negativas. Um escritor chamou Alcott de “insano ou meio obtuso”, enquanto pregadores apontavam que as conversações mostravam desrespeito para com a divindade de Cristo. Estes ataques e dívidas durante uma recessão econômica conduziram ao fechamento da escola.
Mais tarde, Emerson conseguiu que Alcott fosse contratado como superintendente nas Escolas Concord. Um dos projetos que ele tentou empreender era fazer Thoreau escreveu um texto sobre a história e geografia de Concord, mas Thoreau faleceu antes que o projeto pudesse ser completado.
Alcott sentia que todo ensino e aprendizagem deveria ser conectado ao centro espiritual, a alma. Alice Howell (1991), comentando os ensinamentos de Alcott, afirma: 
"O segredo de Alcott e, acredito, seu sucesso consistia na sua abordagem às crianças; trabalhava do seu centro mais interno em direção ao centro que sabia que existia em cada criança. Um laço de confiança, respeito mútuo e afeição foi estabelecido naquele nível, de tal forma que a disputa usual entre professor e estudante foi evitada."(p.XXXII)

## Obras
- Observations on the Principles and Methods of Infant Instruction (1830)
- Conversations with Children on the Gospels (Volume I, 1836)
- Conversations with Children on the Gospels (Volume II, 1837)
- Concord Days (1872)
- Table-talk (1877)
- New Connecticut. an Autobiographical Poem (1887; primeira edição publicada privativamente em 1882)
- Sonnets and Canzonets (1882)
- Ralph Waldo Emerson, Philosopher and Seer: An Estimate of His Character and Genius in Prose and Verse (1882)
- The journals of Bronson Alcott